# Wilhelm Haase (Bürgermeister)
Wilhelm Haase (* 29. Juni 1896 in Lengerich; † 23. September 1945 in Ostende) war ein deutscher nationalsozialistischer Kommunalpolitiker.

## Leben
1912 meldete er sich als Marineanwärter zur Marinedivision in der Marineschule Mürwik und verrichtete im Ersten Weltkrieg seinen Dienst als Unteroffizier auf Linienschiffen in der Nord- und Ostsee. 1919 verließ er die Reichsmarine. Von 1920 bis 1938 war er Mühlenpächter und Kaufmann. Zum 1. November 1930 trat er der NSDAP bei (Mitgliedsnummer 343.816). Von September 1930 bis Mitte 1932 war er Finanz- und Wirtschaftsberater der NSDAP im Parteikreis Tecklenburg. Von 1931 bis 1932 war er Geschäftsführer und 1932 bis 1933 der Zellen- und Ortsgruppenleiter der Ortsgruppe Lengerich. 1933 wurde er ehrenamtlicher Beigeordneter in Lengerich, 1936–1938 Kreisausbildungsleiter in Tecklenburg. Mitglied in der Nationalsozialistischen Volkswohlfahrt, NS-Kriegsopferversorgung und Reichsluftschutzbund. Am 31. März 1938 wurde er Bürgermeister des Amtes Ostbevern. 1941 wurde er zudem Bürgermeister von Warendorf. Im selben Jahr sorgte er dafür, dass die letzten sechs in Warendorf lebenden Juden Arnold, Ella, Frieda, Hugo und Walter Spiegel und Berta Samuel deportiert wurden und nicht zurückkehrten. Als Bürgermeister der Stadt Warendorf wollte er die nationalsozialistische Ideologie auch an den Schulen etablieren. Im September 1942 wurde ihm das Kriegsverdienstkreuz 2. Klasse verliehen.
Seit 1942 arbeitete er zielstrebig an der Absetzung der christlich orientierten Direktorin Maria Moormann der Marienschule, die 1941 in „Justus-Möser-Schule“ umbenannt wurde. Erst Ende 1944 gelang es Haase, sie durch den linientreuen Direktor des Gymnasiums Laurentianum, Herrn Donnermann, zu ersetzen.
In der Kontrolle der Zwangsarbeiter in Warendorf zeigte er sich durch sein unmenschliche Strenge des Gesetzes und der Vorschriften aus. So beklagt er bereits im Juli 1940 die fehlende Distanz einer Bäuerin aus Ostbevern:

„Von den Gedanken der Gemeinschaft ist die Frau nicht durchdrungen, denn sonst würde sie, wie sie auch selbst in den Vernehmungen angibt, keinen getrennten Tisch führen. Sie mutet also ihren Angestellten zu, sich mit […] Kriegsgefangenen an einem Tisch zu setzen. Die gleiche Einstellung findet man bei den bäuerlichen Betrieben des öfteren. Der Gruß ‚Heil Hitler‘ ist ihnen beinahe etwas Fremdes und sie gehen im allgemeinen bewußt über die Erwiderung eines solchen Grußes hinweg, da sie im allgemein die Bewegung ablehnen und dadurch auch in verstärkter Form den Führer. Schuld an dieser Einstellung hat, wie ich eingangs erwähnte, die katholische Glaubenseinstellung.“

In seiner Funktion als Bürgermeister von Ostbevern sorgte er zusammen mit dem Schulleiter Wilhelm Rüschoff für die Vertreibung der Nonnen aus dem Kloster Vinnenberg am Dienstag, dem 15. Juli 1941. Am 31. März 1945, es war Karsamstag, verließ Bürgermeister Haase zusammen mit Landrat Gerdes in Sanitäter-Uniformen fluchtartig die Stadt Warendorf. Die Verantwortung für die Stadt übergab er dem dienstältesten Beamten, dem Stadtrendanten Theodor Lepper mit den Worten:

„Das Schicksal der Stadt liegt jetzt in ihrer Hand. Bei einem Angriff auf Warendorf werden Sie jetzt entscheiden müssen. Bedenken Sie dabei aber, dass eine evtuelle Besetzung der Stadt nur kurze Zeit dauern wird, denn vom Teutoburger Wald aus, wo erhebliche Truppenverbände bereit stehen, erfolgt der Rückschlag.“

Für ihre Flucht benutzten Bürgermeister Haase und Landrat Joseph Gerdes ihre Dienstfahrzeuge und das extra dafür gehortete Benzin. Dennoch wurden die beiden bald von US-Truppen gefangen genommen und Wilhelm Haase starb im Internierungslager bei Ostende/Belgien.